# Edmond Edmont
Edmond Edmont (* 8. Januar 1849 in Saint-Pol-sur-Ternoise; † 22. Januar 1926 ebenda) war ein französischer Laien-Romanist und Laien-Dialektologe.

## Leben
Edmont war Einzelhandelskaufmann in Saint-Pol-sur-Ternoise und interessierte sich für die lexikalischen Besonderheiten seiner Heimatstadt. Die Buchstaben A und B einer ersten Fassung seines Lexique saint-polois brachten ihm 1883 einen Preis der regionalen Akademie ein. Dadurch wurde Jules Gilliéron auf ihn aufmerksam, traf sich mit ihm, verhalf ihm zur Publikation in der Zeitschrift Revue des patois galloromans (und Lob durch Gaston Paris und Walther von Wartburg) und bildete ihn zum dialektologischen Explorator aus. Edmont gab seine bürgerliche Existenz auf, um für Gilliérons Unternehmen eines französischen Sprachatlas von 1897 bis 1901 in 639 französischen Gemeinden Erhebungen durchzuführen (ein zweites Mal 1911 auf Korsika). Gilliéron war mit den Ergebnissen des offensichtlich auch phonetisch begabten Mitarbeiters so zufrieden, dass er ihn immer als gleichberechtigten Mitautor des Sprachatlas anerkannte.
Die Stadt Saint-Pol-sur-Ternoise hat eine Straße nach Edmond Edmont benannt und an seinem Sterbehaus eine Tafel angebracht.

## Werke
- Lexique saint-polois. Saint-Pol 1897, Genf 1980
- mit Jules Gilliéron: Atlas linguistique de la France, 10 Bände, Paris 1902–1914; Supplementband 1920
- Epigraphie du département du Pas-de-Calais. Tome VI. Fascicule II: Canton de Saint-Pol. Arras 1914